# 6260 Kelsey
6260 Kelsey este o planetă minoră (asteroid), cu un diametru de 11,196 km, din centura de asteroizi. A fost descoperită pe 2 august 1949 la Observatorul Königstuhl de Karl Wilhelm Reinmuth și a fost numită după Frances Oldham Kelsey⁠(d). 
Obiectul prezintă o orbită caracterizată de o semiaxă mare de 2,6772765 UAi, o excentricitate de 0,173655, o înclinație de 11,9371 ° în raport cu ecliptica.